# Секулово
Секу́лово (болг. Секулово) — село в Силістринській області Болгарії. Входить до складу общини Дулово.

## Населення
За даними перепису населення 2011 року у селі проживали 838 осіб.
Національний склад населення села:
| Національність   | Кількість осіб | Відсоток |
| ---------------- | -------------- | -------- |
| цигани           | 220            | 31,1%    |
| болгари          | 205            | 29,0%    |
| турки            | 183            | 25,9%    |
| інша             | 0              | 0%       |
| не визначились   | 99             | 14,0%    |
| Всього відповіли | 707            |          |

Розподіл населення за віком у 2011 році:
Динаміка населення: